# Adeline
Adeline es una villa ubicada en el condado de Ogle en el estado estadounidense de Illinois. En el Censo de 2010 tenía una población de 85 habitantes y una densidad poblacional de 124,31 personas por km².

## Geografía
Adeline se encuentra ubicada en las coordenadas 42°8′26″N 89°29′31″O / 42.14056, -89.49194. Según la Oficina del Censo de los Estados Unidos, Adeline tiene una superficie total de 0.68 km², de la cual 0.68 km² corresponden a tierra firme y (0%) 0 km² es agua.

## Demografía
Según el censo de 2010, había 85 personas residiendo en Adeline. La densidad de población era de 124,31 hab./km². De los 85 habitantes, Adeline estaba compuesto por el 98.82% blancos, el 0% eran afroamericanos, el 1.18% eran amerindios, el 0% eran asiáticos, el 0% eran isleños del Pacífico, el 0% eran de otras razas y el 0% pertenecían a dos o más razas. Del total de la población el 1.18% eran hispanos o latinos de cualquier raza.